# Robert More
Pour les articles homonymes, voir More.
Sir Robert More était un politicien anglais, né le 21 mai 1581 et mort en février 1626. Il siégea à la Chambre des communes à partir de 1601.
Robert More était le fils aîné de Sir George More de Loseley et de sa première épouse Anne Poynings, fille de Sir Adrian Poynings. Il entra au Corpus Christi College à Oxford en 1595 et obtint une licence littéraire en 1598. En 1600, il entra à l'Inner Temple, et devint également, avec son père, le co-gardien de Farnham Little Park.
En 1601, Robert More a été élu membre du Parlement (député) pour la circonscription de Guildford dans le Surrey. Il a été fait chevalier entre le 17 octobre 1601 et le 28 février 1604. Conjointement avec son père, il a également été le connétable du château de Farnham de 1603 à 1608, et est probablement devenu un gentleman avec une solde au début du règne de Jacques 1er, ainsi que juge de paix du Surrey. En 1604, il fut élu député du Surrey. En 1614, il fut de nouveau élu député de Guildford. En 1619, il était un des adjoints (Deputy Lieutenant) du Lord Lieutenant du Surrey. En 1621 et en 1625, il fut réélu député de Guildford, et en 1624, réélu député du Surrey.
Robert More est mort le 2 ou le 10 février 1626 à l'âge de 44 ans, bien avant son père. Il a été enterré dans la chapelle Loseley de St Nicholas, Guildford.
Robert More était marié à Frances Lennard, fille de Sampson Lennard et de son épouse Margaret Fiennes, 11e Baronne Dacre. Ils ont eu six fils et cinq filles.